# Большой Коптевский проезд
Большо́й Ко́птевский прое́зд— улица, расположенная в Северном административном округе города Москвы на территории района Аэропорт.

## Месторасположение
Проезд расположен между Часовой улицей и железнодорожной линией Рижского направления. Имет протяжённость 500 м.

## История
Большой Коптевский проезд впервые появляется на картах Москвы в начале 1920-х гг. одновременно с переименованием располагавшегося несколько южнее Коптевского проезда в 1-ю Инвалидную улицу. Название получил из-за соседства с бывшим подмосковным селом Коптево (позднее разделившемся на Новое Коптево и Старое Коптево). Уточнение «Большой» проезд получил из-за того, что параллельно ему расположен Малый Коптевский проезд. 7 июня 1922 года был переименован в 1-й Красноармейский проезд (по близлежащей Красноармейской улице). 4 мая 1928 года вновь получил прежнее название.

## Достопримечательности
На Большом Коптевском проезде расположен Цветковский (или Коптевский) пруд площадью 0,05 га. Из этого пруда берёт начало река Ходынка.
Дом 3а — Комплексный проектно-изыскательский и научно-исследовательский институт морского транспорта «Союзморниипроект».

## Учреждения
- Управление социальной защиты населения района Аэропорт САО города Москвы (РУСЗН района Аэропорт).

## Транспорт
По проезду общественный транспорт не проходит. Ближайшая остановка — «Ленинградский рынок — Кинотеатр „Баку“» автобусов 22к, 105, 105к, 110 находится на Часовой улице.